# Esporte Clube Cachoeirense
Esporte Clube Cachoeirense é uma agremiação esportiva da cidade de Cachoeiras de Macacu, no estado do Rio de Janeiro, fundada a 7 de junho de 1958.

## História
Clube das cores azul, vermelho e branco, manda as suas partidas no Estádio Municipal Coronel Isaltino Cordeiro, localizado no centro da cidade. Após disputar por anos a liga amadora local, decidiu tomar o caminho do profissionalismo.
Estreou, em 1993, no Campeonato Estadual da Terceira Divisão de Profissionais, promovido pela FFERJ, quando quase chegou à fase final. Em 1994, se licenciou das competições profissionais, voltando em 1997, na Quarta Divisão, quando se sagra terceiro. Na duas fases foi superado por Cosmos Social Clube e União Esportiva Coelho da Rocha.
Após essa disputa, o clube retirou-se das competições profissionais. Recentemente um outro chamado Cachoeiras Esporte Clube passa a disputar, mas não pode ser confudido com o primeiro.
O Cachoeirense, após a experiência como profissional, participa atualmente dos campeonatos amadores promovidos pela liga de Cachoeiras de Macacu.

## Estatísticas

### Participações
| Competição          | Temporadas | Melhor campanha    | Estreia | Última | P | R |
| ------------------- | ---------- | ------------------ | ------- | ------ | - | - |
| Série B2 do Carioca | 1          | ? (1993)           | 1993    | 1993   | – | – |
| Série C do Carioca  | 1          | 3º colocado (1997) | 1997    | 1997   | – |   |